# Паламарчук Василь Васильович
Васи́ль Васи́льович Паламарчу́к (позивний «Адвокат») (22 січня 1981 — 3 липня 2024) — український письменник, юрист, військовослужбовець. Автор книги «Військовий непотріб», в якій описав досвід служби в АТО протягом 2014—2015 років.

## Біографія
Василь Паламарчук народився 22 січня 1981 року у селі Велика Обухівка Полтавської області.
Навчався у Олешківській середній загальноосвітній школі № 1 (сьогодні — Олешківський академічний ліцей «Ерудит»). Згодом вступив до Херсонського юридичного інституту Харківського національного університету внутрішніх справ. Впродовж життя здобув кілька вищих освіт.
Проживав у місті Олешки, працював адвокатом. Василь Паламарчук був не лише військовим, але й активним громадським діячем, відверто критикував керівництво армії та владу за проблеми з оборонними спорудами, мобілізацією та демобілізацією.
Протягом 2014—2015 років виконував бойові завдання у зоні проведення антитерористичної операції у складі 28-ї окремої механізованої бригади імені Лицарів Зимового Походу оперативного командування «Південь» Сухопутних військ Збройних Сил України.
У 2019 році вийшла книга про його підрозділ в АТО та події 2014 року під назвою «Військовий непотріб». Після цього він писав короткі розповіді й викладав їх на своїй сторінці у Facebook. У 2020 році книжка потрапила до короткого списку всеукраїнського рейтингу «Книжка року».
На початку повномасштабного вторгнення РФ був розвідником-кулеметником, а згодом став командиром роти вогневої підтримки 206 батальйону територіальної оборони 241-ї окремої бригади територіальної оборони Регіонального управління «Північ» Сил територіальної оборони Збройних Сил України. Брав участь у деокупації Бучі та Ірпеня, визволяв Херсонщину, боровся з окупантами на Харківщині та Донеччині.
3 липня 2024 року загинув під час виконання бойового завдання в Донецькій області. Похований на Личаківському військовому цвинтарі.
У Василя Паламарчука залишилися дружина та троє дітей.

## Нагороди
- Почесний нагрудний знак Головнокомандувача ЗСУ «Золотий хрест» (2023)[8].
- Відзнаки Міністерства оборони «Захиснику України» та «За поранення».
- Орден «За мужність» ІІІ ступеня[9].

## Вшанування пам'яті
- У 2024 році видавництво «Білка» започаткувало конкурс воєнної прози пам'яті Василя Паламарчука[10][11].

- У 2025 році у Львові заснували літературну премію «Військовий непотріб» на честь загиблого письменника, юриста та військовослужбовця Василя Паламарчука. Премія присуджується за визначні здобутки в галузі літератури за гумористичні та сатиричні твори. Заснували премію за ініціативи дружини письменника Наталії Паламарчук, Львівської обласної бібліотеки для юнацтва імені Романа Іваничука, керівниці юридичної фірми «Світ права» Тамари Бахтіної та громадської організації «Всеукраїнський форум військових письменників»[12][13].